# Unionisme en Irlande
Pour les articles homonymes, voir unionisme.
L'unionisme en Irlande est une idéologie politique prônant le maintien d'une forme d'union politique entre la province d'Irlande du Nord et le Royaume-Uni. 

## Histoire

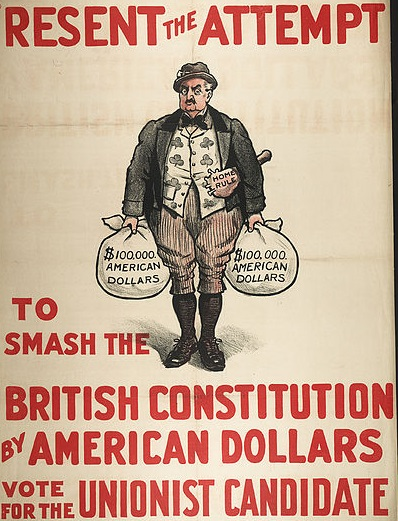
« Rejetez la tentative de renverser la constitution britannique à coups de dollars américains : votez pour le candidat unioniste » : affiche électorale unioniste, décembre 1910.

L'unionisme est né en lien avec l'émergence d'une volonté d'autonomie en Irlande. Cette idéologie privilégiait au contraire le maintien de l'union politique entre la Grande-Bretagne et l'Irlande. L'unionisme se constitue comme une force politique unifiée en opposition au projet de Home Rule qui envisage d'accorder une autonomie interne à l'Irlande, notamment en créant un parlement irlandais. Le Home Rule correspond aux attentes des Irlandais désireux d'aboutir à une indépendance politique de l'île, et est ardemment soutenu par Daniel O'Connell notamment, mais contrarie la volonté d'Irlandais désireux de maintenir un statu quo politique et administratif. Le projet de loi, soutenu par le Premier ministre libéral William Ewart Gladstone, est repoussé à plusieurs reprises par le Parlement britannique, en 1886 et 1893.

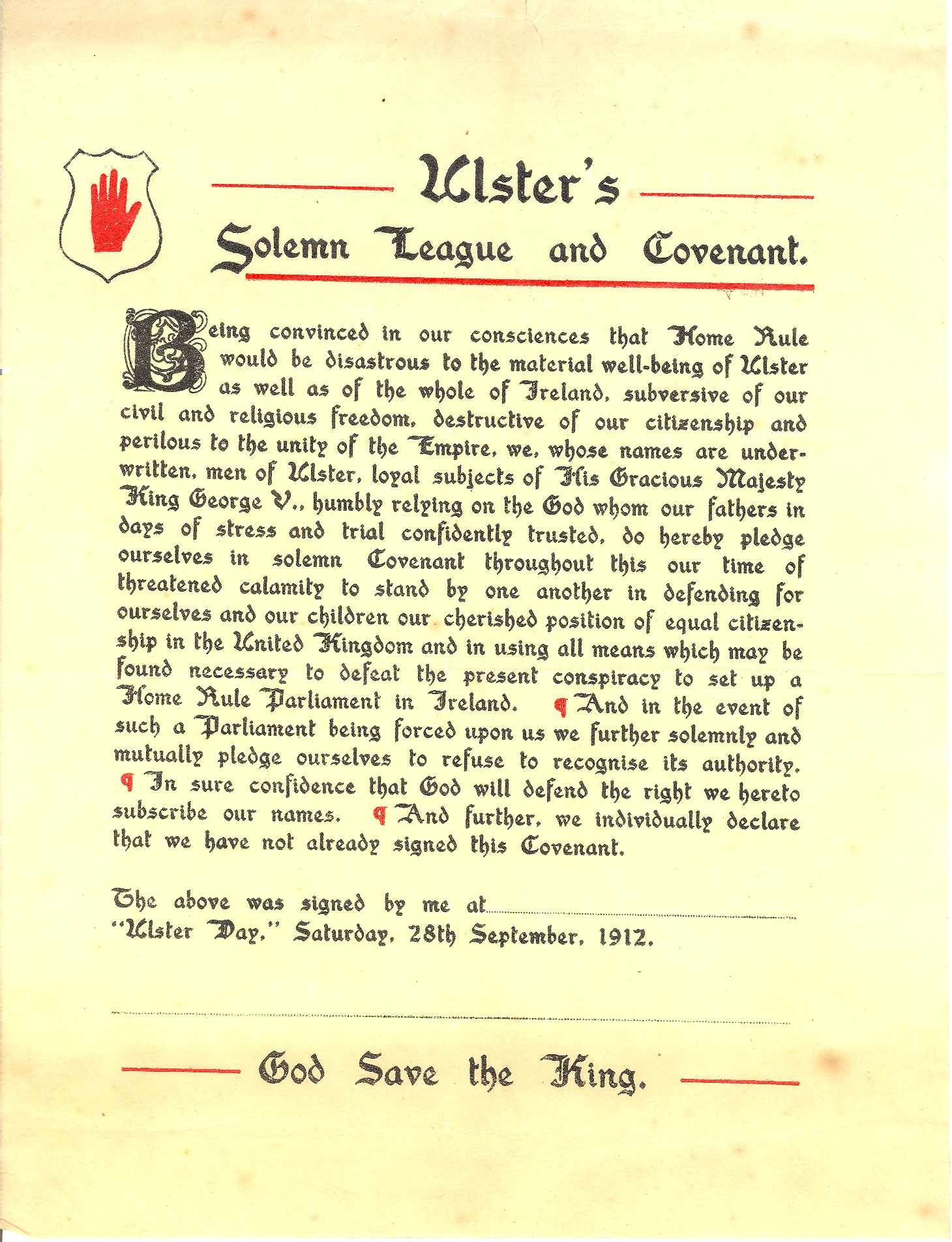
Ulster Covenant, 28 septembre 1912

Lors de l'adoption par le parlement du troisième Home Rule Bill, en 1912, près de 500 000 personnes signent l'Ulster Covenant. Sous l'impulsion d'Edward Carson, les opposants créent une milice, les Ulster Volunteers.
En 1921, le traité anglo-irlandais, signé à Londres le 6 décembre 1921 et entré en vigueur un an plus tard, donne naissance à l'État libre d'Irlande. Vingt-six comtés d'Irlande obtiennent leur autonomie et forment le nouvel État, tandis que les six comtés du nord de l'île forment la province d'Irlande du Nord, au sein d'une entité politique renommée Royaume-Uni de Grande-Bretagne et d'Irlande du Nord. À partir de cette date, l'unionisme devient un enjeu politique exclusivement en Irlande du Nord.

## Les symboles de l'unionisme
Le drapeau britannique représente un symbole clé pour les unionistes. L'Union Jack flotte souvent dans les quartiers unionistes d'Irlande du Nord, associé à d'autres signes qui attestent d'un sens de l'appartenance britannique. L'attachement aux institutions britanniques, qu'il s'agisse du gouvernement ou du parlement, est plus prégnant dans la communauté unioniste que l'attachement à la monarchie ou à la personne du souverain britannique qui caractérise les loyalistes.

## Religion
L'unionisme est souvent identifié au protestantisme, surtout dans le sens d'une « identité britannique », sans exclure pour autant une identité irlandaise et un attachement à l'Irlande du Nord. Depuis les années 1920, les catholiques pouvaient adhérer à l'Ulster Unionist Party, mais la continuelle pénurie d'adhésions, particulièrement parmi les responsables du pouvoir exécutif d'Irlande du Nord, rendit le parti vulnérable aux accusations de sectarisme religieux. Seul un catholique, Gerard Benedict Newe, fut nommé comme ministre en 1971-1972, pour les relations inter-communautaires. Denis Henry, juriste catholique, fut membre du parti et l'un de ses parlementaires à Londonderry.